# Bloedbad van 10 mei 1790

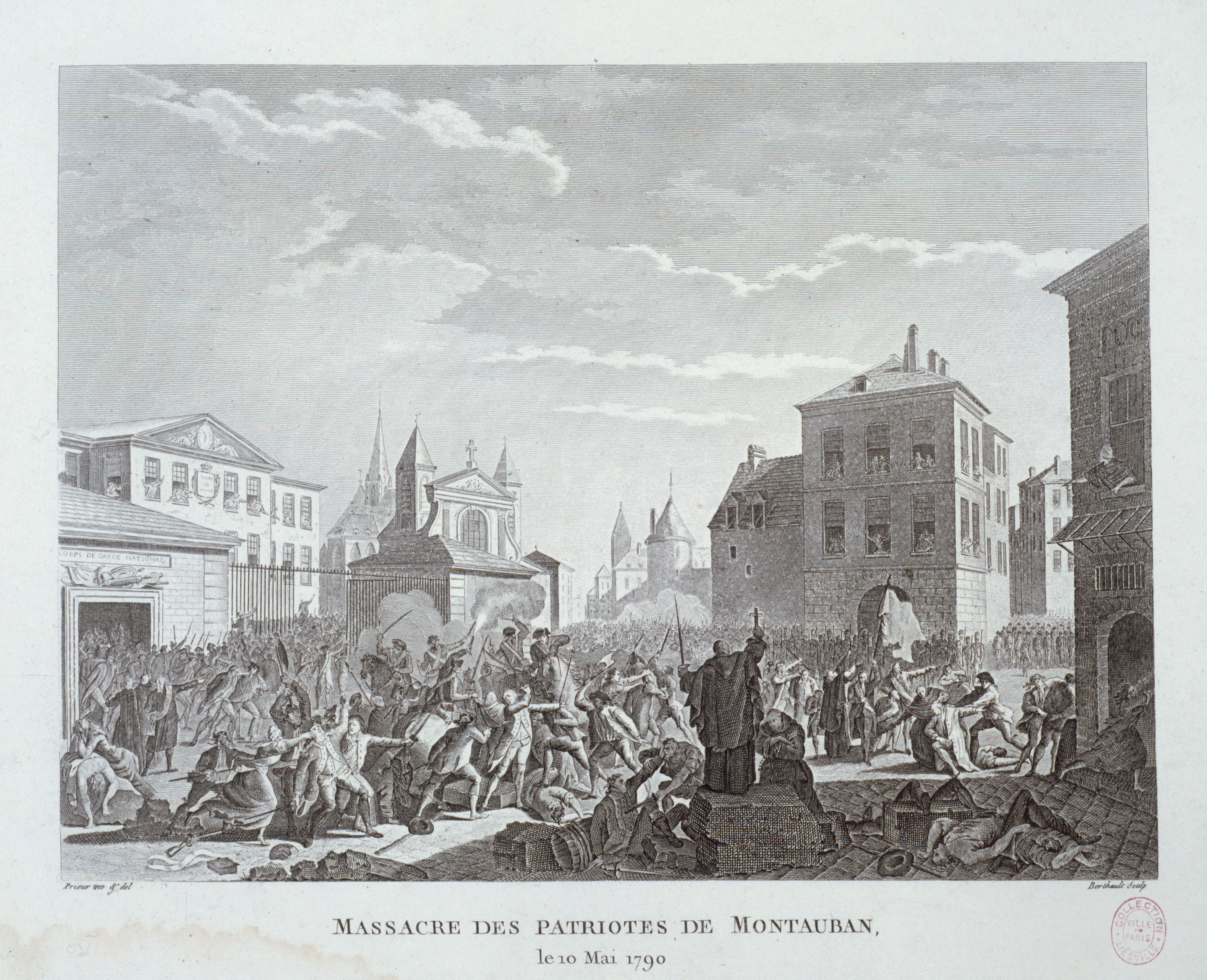
Prent van Jean-Louis Prieur uit Tableaux historiques de la Révolution française

Het Bloedbad van 10 mei 1790 (Frans: Massacre du 10 mai 1790, ook Massacre de la garde nationale de Montauban of Massacre des patriotes montalbanais) was een poging tot contrarevolutionaire opstand in de Franse stad Montauban, waarbij vijf leden van de nationale garde werden gedood. De opstand zelf was kleinschalig en kort van duur, maar werd wel als propagandamiddel uitgespeeld door de patriotten, de verdedigers van de Franse Revolutie.

## Context
In het begin werd de Franse Revolutie relatief gunstig onthaald in Montauban. Het nieuws van de bestorming van de Bastille leidde tot het oprichten van een patriottisch comité. Als gevolg van de wilde opstanden van de Grande Peur eind juli 1789 werd in Montauban een nationale garde bestaande uit 200 vrijwilligers opgericht. Zij moesten de orde bewaren.
Het decreet van de Nationale Vergadering van 15 januari 1790 waarmee de departementen werden opgericht deed de stemming in Montauban omslaan. De provincie Rouergue werd het departement Aveyron met als prefectuur (hoofdstad) Rodez, en de provincie Quercy werd het departement Lot met als prefectuur Cahors. Montauban, van waaruit een intendant voordien deze twee provincies leidde, werd gepasseerd. Dit betekende een grote slag voor de burgers van de stad, die tegelijk ook hun bisschopszetel zagen verdwijnen. De patriotten kregen de schuld voor dit verlies en een groot deel van de bevolking kwam in het contrarevolutionaire kamp terecht. 
Bij de gemeenteraadsverkiezing van 1 februari 1790 kreeg het aristocratische kamp een ruime meerderheid en hun leider, de markies van Cieurac, werd de nieuwe burgemeester. Tegenover het katholieke stadsbestuur stond de nationale garde, die voor een meerderheid uit protestanten bestond. Zij waren de Franse Revolutie wel nog gunstig gezind. Deze had hun achtergestelde positie immers opgeheven. Zo raakten politieke twisten en oude religieuze tegenstellingen met elkaar vermengd.

## Opstand en repressie
De lont in het kruitvat vormde het gerucht dat de patriotten een inventaris gingen opmaken van de bezittingen in de kloosters. Op 10 mei 1790 marcheerden katholieke ambachtslui uit de voorsteden op naar het stadscentrum. Ze bestormden het Maison commune (het toenmalige stadhuis) waar leden van de nationale garde, ver in de minderheid, zich hadden verschanst. Hierbij werden vijf gardisten gedood en er vielen 24 gewonden. De patriotten, onder wie predikant en revolutionair Jean Bon Saint-André, gehaat bij de katholieken en de hogere burgerij, moesten de stad ontvluchten. 
De opstand beroerde het land; de gedode gardisten werden de "eerste martelaren van de Franse vrijheid" genoemd. De Nationale Vergadering ontbond het stadsbestuur. Op hun beurt moesten de katholieke opstandelingen nu de vlucht nemen. Onder hen was Joseph Vialètes de Mortarieu, de latere burgemeester van Montauban. De markies van Cieurac werd gearresteerd en stierf in 1793 op het schavot in Parijs.